# Comédie érotique d'une nuit d'été
Pour plus de détails, voir Fiche technique et Distribution.
Comédie érotique d'une nuit d'été (A Midsummer Night's Sex Comedy) est un film américain écrit et réalisé par Woody Allen, sorti sur les écrans en 1982. Ce titre fait référence à la comédie de William Shakespeare : Le Songe d'une nuit d'été (A Midsummer Night's Dream).

## Synopsis
Durant un week-end ensoleillé, Andrew et Adrian reçoivent quelques amis : Léopold et sa fiancée Ariel, ainsi que le docteur Maxwell et sa nouvelle conquête, une infirmière peu farouche. Alors que le couple d'Andrew s'épuise, des intrigues se nouent, mêlant frustrations amoureuses et souvenirs.

## Fiche technique
- Titre : Comédie érotique d'une nuit d'été
- Titre original : A Midsummer Night's Sex Comedy
- Réalisation : Woody Allen
- Scénario : Woody Allen
- Inspiration : William Shakespeare
- Musique : Felix Mendelssohn
- Directeur de la photographie : Gordon Willis
- Date de sortie : 1982
- Pays de production :  États-Unis
- Genre : comédie
- Durée : 85 minutes
- Affiche : Jouineau Bourduge (France)

## Distribution
- Woody Allen (VF : Bernard Murat) : Andrew
- Mia Farrow (VF : Élisabeth Wiener) : Ariel
- José Ferrer (VF : Jean Davy) : Leopold
- Julie Hagerty (VF : Jeanine Forney) : Dulcy
- Tony Roberts (VF : Sady Rebbot) : Maxwell
- Mary Steenburgen (VF : Perrette Pradier) : Adrian
- Adam Redfield  (VF : William Coryn) : Foxx
- Michael Higgins : Reynolds

## Accueil
Le film a reçu un accueil mitigé de la critique. Il obtient un score moyen de 51 % sur Metacritic.